# Hjärnor i näringslösning

Hjärna i näringslösning som tror sig ro en båt.

Hjärnor i näringslösning är ett tankeexperiment inom medvetandefilosofin. Tankeexperimentet formulerades av Hilary Putnam och syftar till att bevisa att vi människor inte kan leva i en fantasivärld. Hjärnor i näringslösning syftar på idén att vi skulle existera endast som hjärnor i näringslösning, som matas med stimulerande upplevelser.
René Descartes talar i sin "Betraktelser över den första filosofin" från 1641 om en ondskefull ande (malin génie) som förser människans medvetande med bedrägliga illusioner.